# カピティ・ライン
カピティ・ラインは、ニュージーランドの首都ウェリントン近郊において、ウェリントン駅とワイカナエ駅を結ぶ近郊路線。2011年まではパラパラウム・ラインと呼ばれていた。

## 概要
ニュージーランド北島の主要幹線であるノース・アイランド本線上を走行し、ウェリントン近郊で高頻度運転を行う運行系統である。全線で電化されており、ほとんどの区間が複線化されている。

## 歴史
当路線は当初、ウェリントンとパーマストン・ノースの両都市を結ぶために設立されたウェリントン・マナワツ鉄道によって、ウェリントン・マナワツ線として開業した。1885年10月2日にウェリントン - プリマートン間で開通し、1886年11月3日には全線で運行を開始した。ウェリントン・マナワツ鉄道は1908年12月8日に政府によって買収され、ノース・アイランド本線として再編されている。
当時の路線はジョンソンヴィルを経由し山越えするルートをとっていたが、この区間を避けるために2つのトンネルを含む新線が建設され、1937年6月17日に旅客営業が開始した。（なお、旧線はジョンソンヴィル駅まで短縮され、ジョンソンヴィル支線となった。この路線を走る通勤路線はジョンソンヴィル・ラインを参照。）また、この新線は同線初の複線区間として整備された。以降、断続的に複線化および電化が行われている。

## 運行形態
2018年7月15日現在における運行形態を示す。

### 平日
日中はウェリントン - ワイカナエ間で普通電車が毎時3本運行されている。9時台から14時台の間は20分ヘッドのパターンダイヤとなっていて、上りは始発駅(ワイカナエ駅)を00分、20分、40分に出発し、下りは始発駅(ウェリントン駅)を13分、33分、55分に出発する。
朝夕のラッシュ時は、朝上り（6時～8時頃）と夕方下り方面（15時～18時頃）にウェリントン - ワイカナエ間で急行電車が運行されている。この時間帯、普通電車はウェリントン - ポリルア、プリマートン間で運行され、プリマートン駅以北では各駅に止まる急行電車が普通電車の役割を果たしている。
また、金曜深夜のみ終電が2～3時間ほど延長される。

### 土休日
全列車がウェリントン - ワイカナエ間の普通電車である。始発から夕方にかけては毎時2本、夜以降は毎時1本の運転である。

## 車両と編成

### 現在の使用車両
- FP/FT形電車（英語版）
  - 「マタンギ(Matangi)」と呼ばれる。2両編成83本が在籍。最大6両編成で運行される。なお、全車両が当路線だけではなくウェリントン近郊の全ての電化路線で運用されている。当車両によって旧車両の置き換えが完了した後、架線電圧が1,500Vから1,600Vに昇圧された。

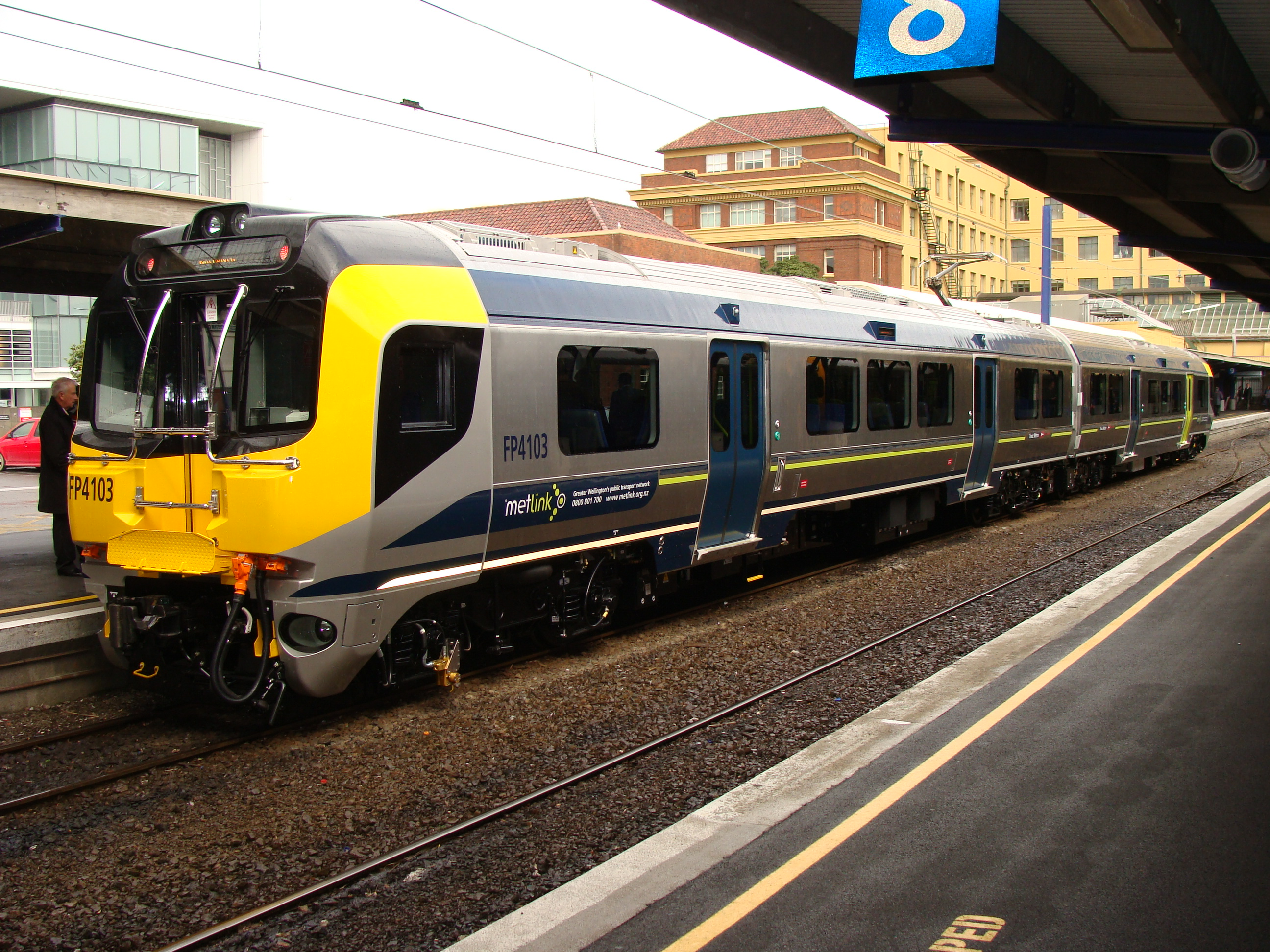

### 過去の使用車両

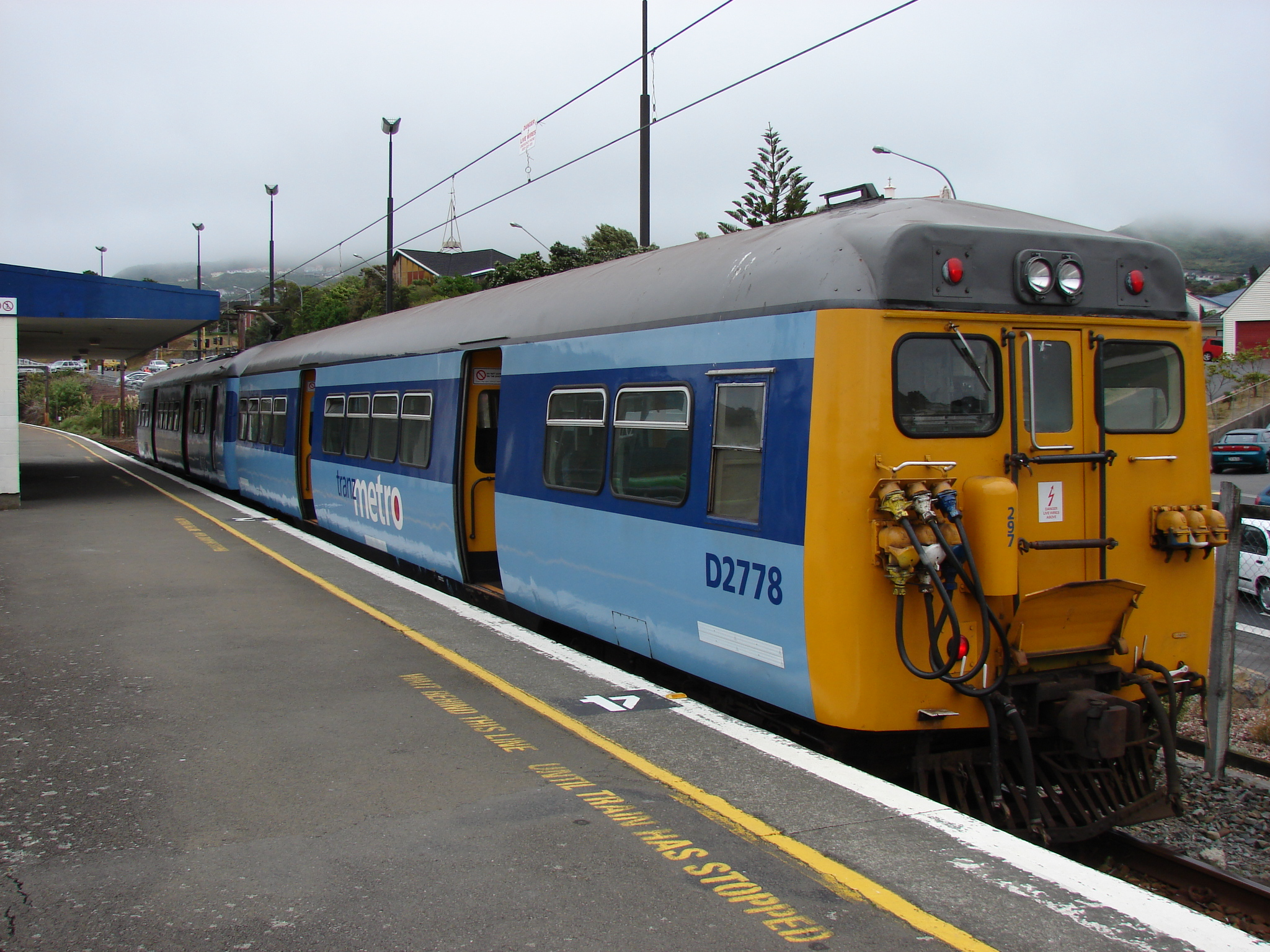

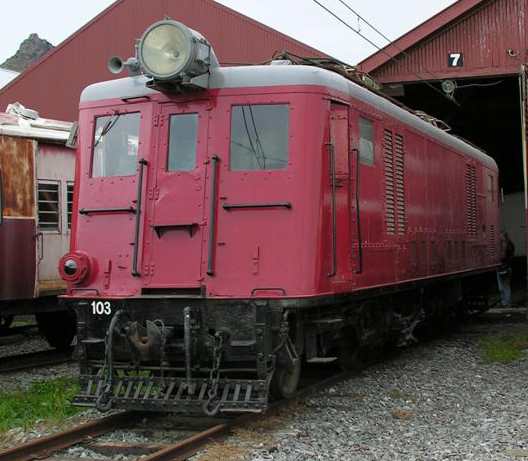

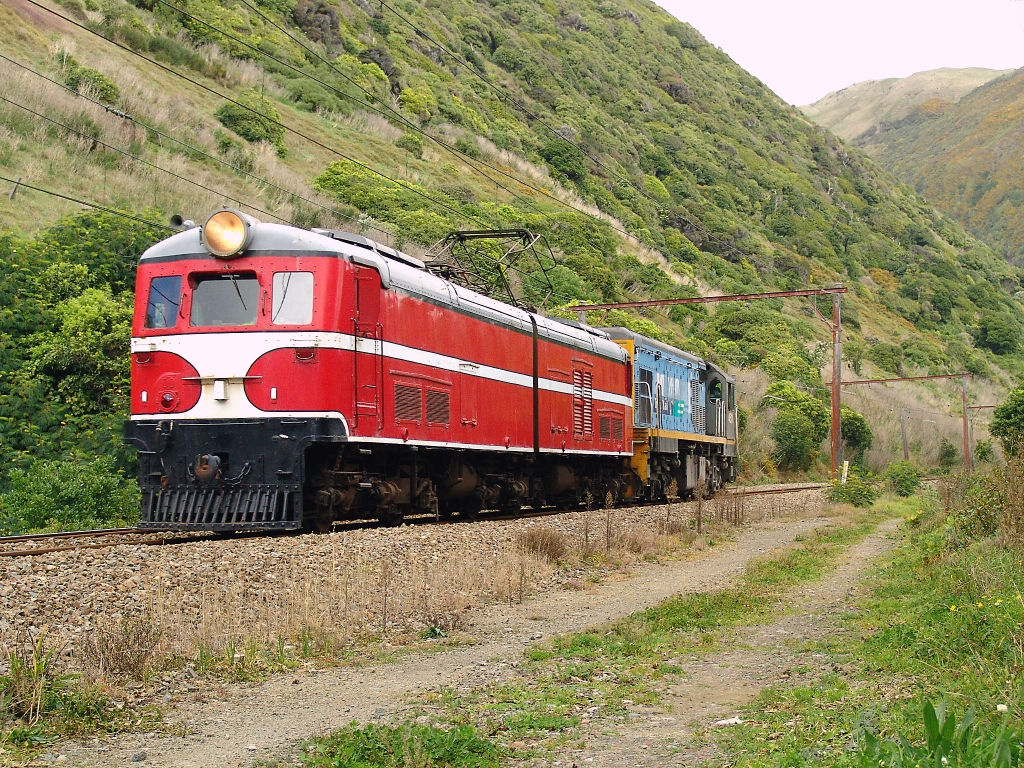

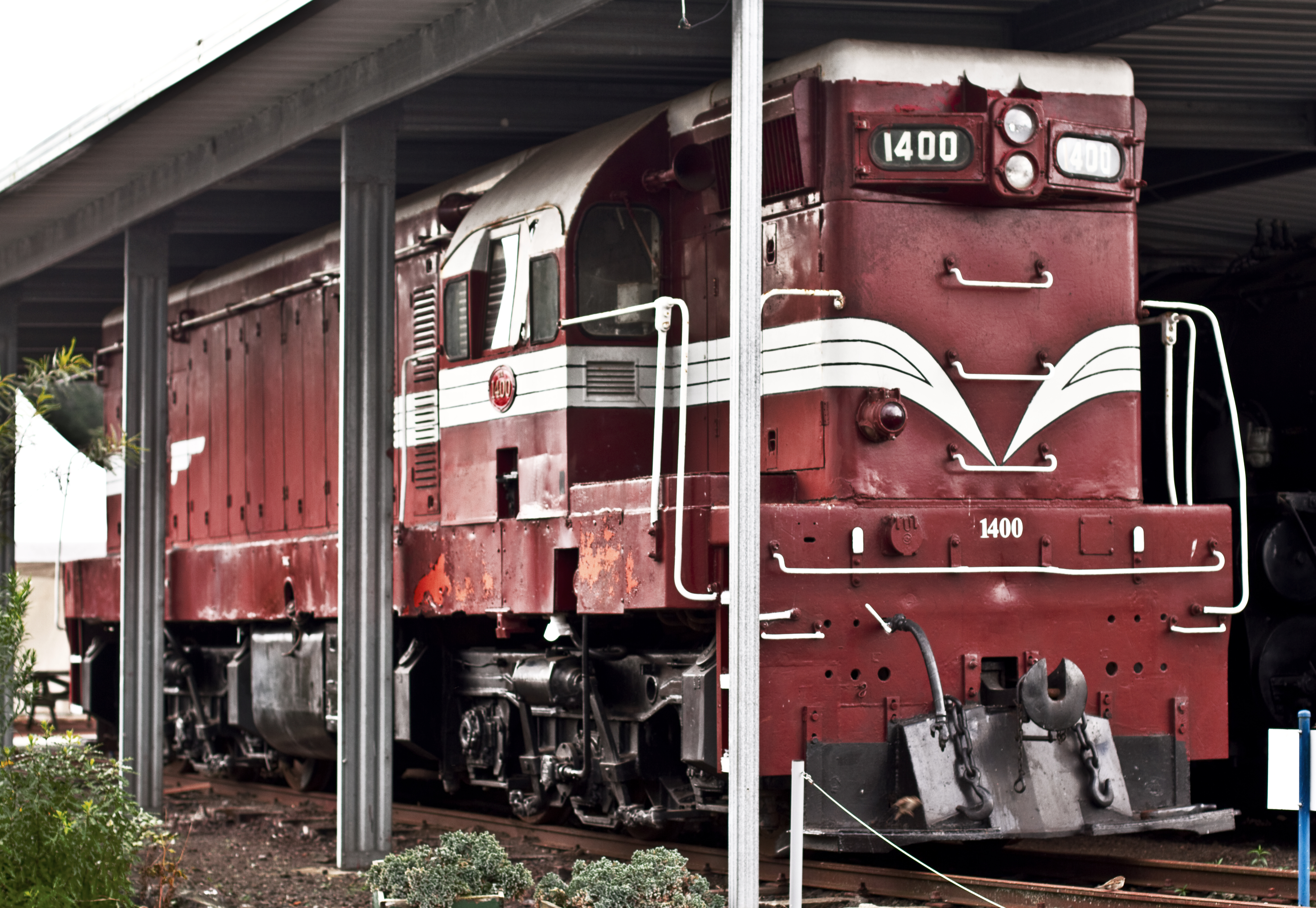

FP形電車投入以前は以下の車両が用いられていた。
- EM/ET形電車（英語版）
  - 「ガンツ-マーバグ(Ganz-Mavag)」と呼ばれていた。2両編成であり、最大8両編成で運行されていた。

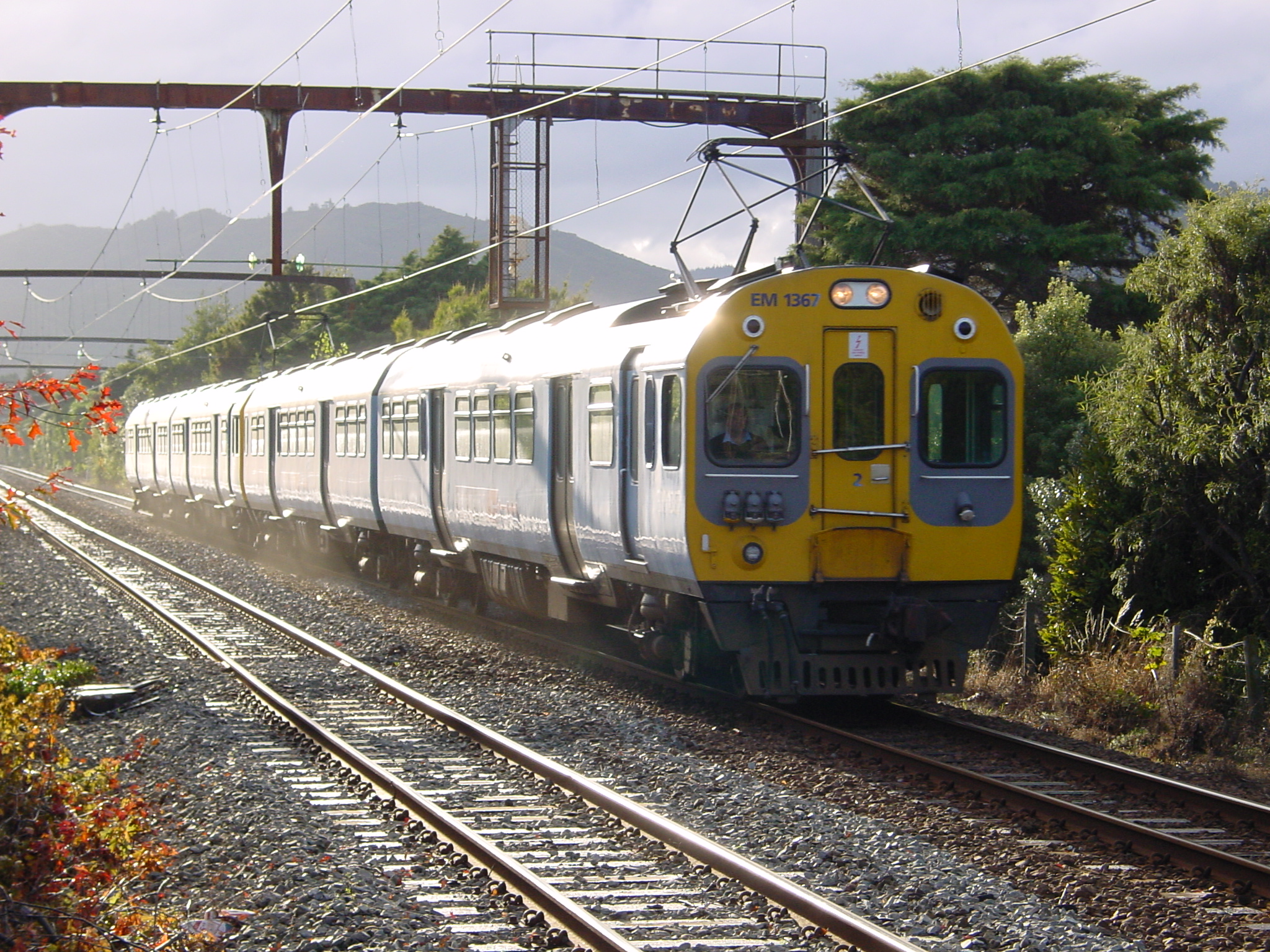

- DM/D形電車（英語版）

- ED形電気機関車（英語版）

- EW形電気機関車（英語版）

- DA形ディーゼル機関車（英語版）

## データ

### 路線データ
- 路線距離：ウェリントン駅 - ワイカナエ駅間 55.4km
- 軌間：1,067mm(狭軌)
- 駅数：14（起終点駅を含む）
- 電化区間：全線（直流1,600V架空電車線方式）

### 駅一覧
| 駅名                       | 駅間キロ | 累計キロ | ゾーン | 急行 | 接続路線                                                          | 地域                                     |
| -------------------------- | -------- | -------- | ------ | ---- | ----------------------------------------------------------------- | ---------------------------------------- |
| Wellington ウェリントン    | －       | 0.0      | 1      | ●    | ■ジョンソンビル・ライン ■ワイララパ・ライン ■ハットバレー・ライン | Wellington City ウェリントン市           |
| Takapu Road タカプ・ロード | 11.9     | 11.9     | 4      | ｜   |                                                                   | Wellington City ウェリントン市           |
| Redwood レッドウッド       | 1.2      | 13.1     | 4      | ｜   |                                                                   | Wellington City ウェリントン市           |
| Tawa タワ                  | 0.7      | 13.8     | 4      | ｜   |                                                                   | Wellington City ウェリントン市           |
| Linden リンデン            | 1.1      | 14.9     | 4      | ｜   |                                                                   | Wellington City ウェリントン市           |
| Kenepuru ケネプル          | 1.3      | 16.2     | 5      | ｜   |                                                                   | Porirua City ポリルア市                  |
| Porirua ポリルア           | 1.5      | 17.7     | 5      | ●    |                                                                   | Porirua City ポリルア市                  |
| Paremata パレマタ          | 4.2      | 21.9     | 5      | ●    |                                                                   | Porirua City ポリルア市                  |
| Mana マーナー              | 1.3      | 23.2     | 6      | ●    |                                                                   | Porirua City ポリルア市                  |
| Plimmerton プリマートン    | 1.3      | 24.5     | 6      | ●    |                                                                   | Porirua City ポリルア市                  |
| Pukerua Bay プケルア・ベイ | 5.9      | 30.4     | 7      | ●    |                                                                   | Porirua City ポリルア市                  |
| Paekakariki パエカカリキ   | 8.4      | 38.8     | 8      | ●    |                                                                   | Kapiti Coast District カピティ・コースト |
| Paraparaumu パラパラウム   | 9.5      | 48.3     | 9      | ●    |                                                                   | Kapiti Coast District カピティ・コースト |
| Waikanae ワイカナエ        | 7.1      | 55.4     | 10     | ●    |                                                                   | Kapiti Coast District カピティ・コースト |